# Lefaux
Lefaux  là một xã ở tỉnh Pas-de-Calais trong vùng Hauts-de-France của Pháp.

## Dân số
| 1962                                                           | 1968 | 1975 | 1982 | 1990 | 1999 | 2006 |
| -------------------------------------------------------------- | ---- | ---- | ---- | ---- | ---- | ---- |
| 188                                                            | 199  | 198  | 203  | 204  | 242  | 240  |
| Số liệu điều tra dân số từ năm 1962, dân số không tính hai lần |      |      |      |      |      |      |